# 타운으로 놀러가요 동물의 숲
《타운으로 놀러가요 동물의 숲》은 닌텐도가 개발한 Wii 플랫폼의 커뮤니케이션 게임이다. 동물의 숲 시리즈의 네 번째 작품이다.
이 작품은 발매 지역에 따라 작품명이 다르다.
- 일본에서는 일본어: 《街へいこうよ どうぶつの森》 마치에이코요 도부쓰노모리[*]
- 미국과 캐나다에서는 영어: Animal Crossing: City Folk 애니멀 크로싱: 시티 포크[*]
- 유럽과 오스트레일리아에서는 영어: Animal Crossing: Let's Go To The City 애니멀 크로싱: 렛츠 고 투 더 시티[*]
- 대한민국에서는 한국어: 《타운으로 놀러가요 동물의 숲》 줄여서 타동숲(타운으로 놀러가요 동물의 숲) 이라고 부르기도 한다.

## 개요
닌텐도의 타이틀 중 하나인 동물의 숲 시리즈이다. 이 작품은 2006년 12월 16일 일본에서 개발한 《극장판 동물의 숲》의 엔딩 크레딧 마지막 부분에 "다음엔 Wii에서 만나요"라는 메시지가 공개됨으로써 Wii로 개발되고 있음이 알려졌다. 그 후, 2008년 E3 닌텐도 브리핑에서 본 작품의 프로듀서인 에구치 가쓰야의 설명과 함께 새로운 정보가 공개되었다. 2008년 9월 4일 소매점 회의에서 정식 명칭이 발표되었다.
대한민국에서는 2009년 12월 10일, 프레스 릴리즈 채널을 통해 발매 예정일이 발표되었으며, 2010년 1월 28일 발매되었다.
이 게임은 위 스피크와 동시에 발매되었으며, 위 스피크에 대응하는 최초의 작품이다.

## 전작과의 차이점 및 특징
이 작품은 전작, 《놀러오세요 동물의 숲》을 기본으로 하지만, 《놀러오세요 동물의 숲》에서 사라졌던 요소들에 대한 부활이 일부 이루어졌으며, WiiConnect24를 이용한 새로운 요소 등이 추가되었다.

### 조작
플레이어 캐릭터의 조작은 기본적으로 Wii 리모콘와 눈차크를 사용한다. Wii 리모콘만을 이용한 조작도 가능하다. 게임큐브 컨트롤러, 클래식 컨트롤러는 사용할 수 없다.
이동은 눈차크의 컨트롤 스틱이나, Wii 리모콘의 포인트 기능을 이용한다. 일반적인 작업은 A버튼과 B버튼 등으로 하며, 낚싯대나 잠자리채는 Wii 리모콘를 휘둘러 조작하는 것도 가능하다. 특히 이러한 도구 아이템은 Wii 리모콘 십자 키의 좌, 우 버튼을 누르는 것만으로도 바꿀 수 있는 기능이 추가되어 도구를 사용하기 쉬워졌다. 물품을 선택한다거나, 패턴 디자인 화면에서는 포인트 기능을 사용하도록 하고 있다.
편지를 쓸 때, 문자 대화를 할 때는 USB 키보드를 Wii 본체에 연결하여 입력하는 것이 가능하다. 이 경우, 포인터로 직접 화면을 클릭하여 문자를 입력하는 것보다 더 편리하다.

### 마을
지금까지의 시리즈와 마찬가지로, 플레이어의 주 활동 무대는 '마을'이다.
마을 데이터는 1대의 Wii에 1개만 만들 수 있으며, SD 카드에 의한 데이터의 이동 및 복사는 불가능하다. 플레이어의 데이터는 한 마을에 4명까지 생성할 수 있다. 플레이어가 사는 집은 《놀러오세요 동물의 숲》에서와는 달리, 이전의 닌텐도 64/게임큐브용 동물의 숲처럼 플레이어마다 각자 다른 집을 가질 수 있게 되었다. 다만, 집의 위치는 같은 번지에 4채의 집이 모여 있던 이전 때와는 달라서, 마을의 랜덤한 위치에 각자 할당받은 4채의 집이 뿔뿔이 흩어져 있는 모양이 되었다. 일정 금액 이상의 벨을 마을에 기부하면 새로운 다리, 분수대, 풍차, 등대 등의 건물을 지을 수도 있다.
지형은 곡면형이다. 마을이 다시 커지면서, 전작에서 사라졌던 '절벽'과 '폭포', '경사로'가 다시 생겼다. DS 때와 달리 위 화면과 아래 화면이 나뉜 것이 아니어서, 하늘과 땅을 항상 동시에 볼 수는 없지만, 십자 키의 위쪽을 누르면 하늘을 볼 수 있다.
《놀러오세요 동물의 숲》에 처음으로 등장했던, 희귀 아이템인 마리오 세트를 얻을 수 있는 유일한 방법인 하늘 위를 날아가는 선물은 본 작품에서도 여전히 등장한다. 오전 9시부터 오후 4시까지만 등장했던 전작과는 달리, 야간에도 등장한다. 가끔 죠니의 UFO가 하늘을 날아갈 때가 있는데, 이때 새총으로 UFO를 맞추면 다음날 바닷가에서 죠니와 만날 수 있다.
물고기, 곤충, 화석의 종류가 증가하였고, 이에 따라 박물관의 규모 또한 다소 커졌다. 전작에서 촌장이 진행했던 곤충 채집 대회와 낚시 대회는, 이 작품에서는 낚시대회는 '뚱달', 곤충채집대회는 '멜레옹'이 진행한다. 한편, '에이블 시스터즈'에서는 옷의 앞, 뒤, 좌, 우 소매의 디자인을 각기 다르게 할 수 있는 'PRO 디자인'을 할 수 있다. 그곳에서 디자인을 담당하는 고옥이는 말을 걸어도 대답을 하지 않는데, 매일 말을 걸어주면 자신의 캐릭터 이름도외우고 친해질수도 있다. 또한 너굴의 가게에 해당하는 '너굴 상점', '편의점 너굴 25', '너굴 마트', '너굴 백화점'은 전작까지는 개점 시간과 폐점 시간이 모두 동일하였으나, 이 작품에서는 가게별로 개/폐점 시간이 모두 다르다. 너굴 백화점이 된 이후 너굴의 설문을 통해 다시 편의점이나 마트로 다운그레이드도 가능하다. 이는 각각의 물건 개수와, 개/폐점 시간의 차이 때문이다.

### 타운
본작에는 '타운'이라고 불리는 새로운 공간이 등장한다. 관문 앞의 버스 정류소에서 '운전수'가 운전하는 노란색 버스를 타고 타운으로 나간다. 아르바이트 중이거나, Wi-Fi 통신 중, 그리고 버스가 지나가는 자리에 동물이 서 있으면 타운으로 나갈 수 없다. 전작에서 가끔 마을을 방문했던 손님 캐릭터의 일부가 타운에 가게를 냈기 때문에, 언제든 타운에 가면 편하게 만날 수 있다.
- '해피룸 아카데미'에서는 높은 점수를 받은 방을 구경할 수 있다. 이 방은 WiiConnect24를 통해 전송되기도 한다. 전작에서 토요일에 마을을 방문하던 보험사 직원 '안심해'씨는, 이 작품에서는 직장을 옮겨 이 곳에서 근무하고 있다.
- '그레이시 그레이스'에서는 '그레이스'가 디자인한 옷이나 가구를 구입할 수 있다. 가구는 봄, 여름, 가을, 겨울에 각각 다른 시리즈가 나온다. '케이트'라는 새로운 고슴도치 캐릭터가 손님을 맞이하고 있으며, 가끔 '그레이스'가 나타나 플레이어의 패션 체크를 해 주기도 하는데, 이때 모자, 옷, 신발 등이 모두 한 세트를 이루고 있으면 그레이시 그레이스에서 나가기 전까지만 10% 할인을 해 주고, 비가 오는 날에는 20% 할인을 해 준다. 할로윈이나 크리스마스에는 그날에 어울리는 옷을 팔기도하고 추천해주기도 한다.
- 전작의 너굴 백화점 안에 있었던 '카트리나'의 미용실 '스피디'는 타운으로 옮겨 왔다. 이곳에서는 머리 모양을 바꾸거나 'Mii 채널'의 Mii를 불러와 자신의 캐릭터 얼굴을 Mii 얼굴로 바꾸는 '특수 분장'을 할 수 있다.
- '옥션 하우스'에서는 자신의 물건을 출품하거나 다른 물건을 입찰할 수 있다. 《놀러오세요 동물의 숲》에서 잠시 모습을 감추었던 '토용군'이라는 캐릭터를 이곳에서 만날 수 있다. 자신의 집에 있는 서랍장(물건 보관함)과 옥션 하우스가 연결되어 있어 옥션 하우스에서 서랍장의 물건을 바로 물건을 가져올 수 있다.
- 구두닦이 스컹크 '패트릭'은 플레이어의 신발을 닦아 주며, 신발의 색깔을 옷의 색과 어울리게 맞추거나 타운의 분위기(날씨 등)에 따라 바꿀 수도 있다. 한번 닦을 때마다 500벨씩 지불한다.
- '공연장'에서는 전작에서 마을을 가끔 찾아오던 손님 캐릭터인 '스승'의 개그 공연을 관람할 수 있다. 아주 가끔 '거성'이라는 새로운 캐릭터가 출연해 배우기 힘든 개인기를 알려준다. 관람 후에는 '개인기'(얼굴 표정)를 배우게 된다. 한번 관람시 800벨을 지불해야 한다.
- '운세관'에서는 전작에서 마을을 가끔 찾아오던 손님 캐릭터인 '마추릴라'를 만날 수 있다. 별자리 운세를 보거나, 행운의 주문을 얻거나 할 수 있다. 한번 운세를 볼때마다 100벨씩 지불한다.
- 타운 가장 왼쪽에 위치한 여욱가구는 회원제로 운영하는데, 마을 친구들이 소개장을 써줄때가 있다. 그럼 그 소개장을 들고 가면 회원으로 등록할 수 있다.

회원 등록비는 3000벨이다. 여욱가구에는 희귀한 물건이 많이 있는데, 마을의 박물관에 전시할 수 있는 명화들도 있다.(가짜도 많다.)

### 아이템 및 이벤트
전작의 아이템에, 새로운 아이템 몇 가지가 추가된다. 닌텐도 와이파이 커넥션을 통하여 새로운 아이템을 전송해 주는 이벤트가 수시로 열리고 있다. 여기서 받을 수 있는 아이템은 원래 게임 데이터에 저장되어 있는 것을 공개하는 것이 아니라, 완전히 새로운 아이템이다.
닌텐도64/게임큐브용 동물의 숲에서 등장했던 '패밀리 컴퓨터 가구'는 Wii의 버추얼 콘솔 채널이 그 역할을 하기 때문에 등장하지 않는다.
핼러윈(펌킹 오는 날)과 크리스마스 이브(루돌 오는 날) 이벤트가 부활하였으며, 추수감사절(프랭클린 오는 날), 부활절(토빗 오는 날) 카니발(베를리나 오는 날) 등의 새로운 이벤트도 탄생했다.
각국의 전통 이벤트가 추가되었다. 대한민국 발매판의 경우, 설날, 정월 대보름, 식목일, 어버이 날, 스승의 날 등 한국의 고유 명절과 이벤트가 포함되어 있으며, 각각 설날에는 "윷놀이 세트", 정월 대보름에는 "부럼", 식목일에는 "무궁화"를 촌장에게 받는다.

### 인터넷
본작은 닌텐도 와이파이 커넥션과 WiiConnect24, 위 스피크에 대응한다.
- 다른 마을에 놀러 가기

- 《놀러오세요 동물의 숲》과 같이 닌텐도 와이파이 커넥션을 사용하여 다른 마을로 외출하며, 서로의 '친구 코드'를 교환해야 한다. 플레이어가 모두 위 스피크를 가지고 있는 경우, 문자 대화뿐만 아니라 음성 대화도 가능하다. 또한, 대한민국 발매판이 아닌 다른 국가 발매판을 구입한 친구와 친구 코드를 교환한 경우, 지역 코드의 제한을 받지 않고 그 마을에 놀러갈 수 있다. 또한 이 경우 간단한 문장을 사용한 문자 채팅이 가능하여 간단한 한국어 문장을 입력하는 경우 다른 나라의 언어로 번역되어 상대방에게 전달된다.
- DLC 아이템

- 'WiiConnect24'를 이용한다. 수시로 새로운 아이템이 전달된다. 기존 데이터 상에 있는 아이템을 받는 것이 아닌, 완전히 새로운 아이템이다.
- 편지 주고받기

- 전작에서는 마을의 주민들과 미래의 나(캐릭터)에게만 편지를 보낼 수 있었지만, 본작에서는 다른 마을, Wii 알림판, 이메일 주소로 편지를 전송하는 것이 가능하다.

### 닌텐도 DS와의 연동
- 플레이어 데이터 전송

- 전작 《놀러오세요 동물의 숲》에 있는 플레이어 캐릭터의 데이터를 본작으로 전송하는 기능이다. 플레이어의 얼굴과 머리스타일, 이벤트 아이템/비매품을 제외한 카탈로그 데이터는 그대로 전송되지만, 벨과 아이템은 가지고 갈 수 없다. 기존에 입고 있었던 옷은, 최초로 입었던 옷으로 전환된다. 데이터를 전송해도 닌텐도 DS의 캐릭터가 사라지지 않는다.
- 닌텐도 DS를 사용하여 다른 마을에 놀러가기

- 위에서 설명한 바와 같이, 닌텐도 와이파이 커넥션을 통하여 다른 마을에 놀러 갈 수 있지만, 사정상 인터넷이 불가능한 상황에서 Wii를 사용하는 경우, 닌텐도 DS를 사용하여 놀러 갈 수 있다. DS에 외출용 데이터를 송신한 다음, 친구의 집에 가지고 가서, 친구의 집 Wii에서 DS의 데이터를 불러오는 방법으로 놀러 간다. 하지만 이 방법으로 놀러 가는 경우, 2인 동시 플레이는 불가능하다.
- 닌텐도 DS를 사용하여 새로운 아이템 받기

- 위에서 설명한 바와 같이, WiiConnect24를 통하여 새로운 아이템을 받을 수 있지만, 사정상 인터넷이 불가능한 상황에서 Wii를 사용하는 경우, 닌텐도 DS를 사용하여 아이템을 받을 수 있다. 일부 매장에 설치된 'DS 스테이션' 근처에서 다운로드 플레이를 이용하여 새로운 아이템을 받은 다음, 집에 돌아와서 Wii에 DS의 데이터를 전송하는 방법을 사용한다.

### 그 외
- 이 작품에서는 'ATM'과 '직불카드'가 등장한다. 마을사무소 우편과에서 취급하던 은행 관련 업무가 ATM으로 옮겨 간 것이다. '그레이시 그레이스'에서, ATM을 통해 저금해 두었던 돈을 직불카드를 이용하여 사용할 수 있다.
- 위 리모트의 '1' 버튼을 누르면 사진을 찍을 수 있다. 찍은 사진은 SD 카드에 저장되며, 본작에 등장하는 Wii 알림판 편지 보내기 기능으로, 다른 사람의 Wii 알림판에 편지와 사진을 보낼 수 있고, '사진 채널' 또는 PC에서 사진을 감상할 수 있다. 파일 포맷은 JPEG이다.
- 《동물의 숲 e+》에서 처음 등장하였던, 도루묵씨의 "리셋 감시 센터" 들어가기가 다시 가능하게 되었다. 이것은 가끔 문이 열려 있을 때만 가능하다. 또한, 《놀러오세요 동물의 숲》에서 잠시 모습을 감추었던 도루묵씨의 형, '오루묵'씨가 다시 등장하여, 리셋을 하거나 저장하지 않고 전원을 끄는 경우, 보통 다섯 번째 리셋에 나와 도루묵씨 대신 나타나 주의를 준다.
- 대한민국 발매판의 경우, 동물어에 한글 문자에만 소리가 할당되어 있었던 《놀러오세요 동물의 숲》 때와는 달리, 로마자, 숫자에도 소리가 할당되었다. 따라서 전작에서처럼 로마자나 숫자가 표시될 때 동물어 없이 무음으로 지나가는 것과 달리 그에 맞는 숫자/로마자 동물어가 나온다.

## 평가
| 평가 |                     |
| --- | ------------------- |
| 통합 점수 통합사 점수 메타크리틱 73/100 (50 reviews) [ 5 ] 평론 점수 평론사 점수 1UP.com C [ 6 ] 패미츠 33/40 [ 7 ] 게임트레일러스 7.2/10 IGN 7.5/10 [ 8 ] 닌텐도 파워 8/10 [ 9 ] 엑스플레이 |                     |
| 통합 점수 |                     |
| 통합사 | 점수                |
| 메타크리틱 | 73/100 (50 reviews) |
| 평론 점수 |                     |
| 평론사 | 점수                |
| 1UP.com | C                   |
| 패미츠 | 33/40               |
| 게임트레일러스 | 7.2/10              |
| IGN | 7.5/10              |
| 닌텐도 파워 | 8/10                |
| 엑스플레이 | 4/별                |